# طارق شهاب
طارق شهاب (عربی: طارق شهاب؛ زادهٔ ۲۲ نوامبر ۱۹۷۵) یک بازیکن فوتبال اهل مراکش است.
وی همچنین در تیم ملی فوتبال مراکش بازی کرده است.